# やっさくん
やっさくんとは、2011年より展開されている千葉県東金市のゆるキャラである。

## 誕生
東金商工会議所青年部が創立50周年事業として公募した256作品の中から、最終選考15作品の中のひとつとして東金市民に選ばれ、その後の東金商工会議所青年部による選考を経て、東金市のゆるキャラとなった。
やっさくんの「やっさ」は毎年8月の第三土曜日に同市内で行われる「東金やっさまつり」からきており、まつりの中で踊られる「やっさ音頭」の掛け声のことである。着ているランニングシャツに描かれているのは、同市の市章である。
作者は東金商業高校3年生で、絵が得意でないというこの生徒は、鉛筆5分で一気にやっさくんを書き上げたという。イメージは「やっさまつり」に参加する「都市伝説的な男の子」。
やっさくんは、独特でシュールな外見のため、様々なメディアで話題となった。同青年部によると、可愛いイメージのゆるキャラが多い中でこのような短髪で丸顔の硬派なキャラクターは珍しく、一癖ある独特なキャラクターとして支持を集めた、という。

## 概要
- 名前：やっさくん
- 性別：男
- 年齢：不明
- 出身地：不明
- 出没地域：千葉県東金市
- 持ち物：うちわ

## 展開
やっさくんは東金市のイメージキャラクターとして、イベント等の開会式や東金市内の大学の新入生歓迎会などに登場している。始めはパネルが市内にある商工会館前に置かれていただけだったが、その後イベント等に出演する際は着ぐるみのやっさくんが登場するようになる。
LINEスタンプも展開し、やっさくん、ゆるやっさくん、着ぐるみを来たやっさくんがそのまま写真でスタンプになった生やっさくんと広く展開している。
さらに、やっさくんは2011年、同市役所の節電イメージキャラクターとなった。やっさくんの、短髪でランニングシャツに半ズボン、手にうちわというスタイルが省エネ対策として注目を集めた。
2012年、プロ野球・千葉ロッテマリーンズの公式ファンクラブ「TEAM26」の正式会員となった。ゆるキャラとしては初めてのことである。
2011年に行われたゆるキャラグランプリでは、ゆるキャラ登録が間に合わなかったため、出場できていない。
2022年放送の東金ご当地アニメ「とーがね！おまつり部」では、声優の関智一がCVを務める。

## 活動内容
- 2011年
  - 8月6日 - 第16回ボートカップ＆秘宝島Ⅱ（パネル）
  - 8月20日 - 東金やっさ祭り（似顔絵コンテスト）
  - 11月20日 - 東金市産業祭　（スタンプラリー・着ぐるみ）
- 2012年
  - 4月5日 - 春の全国交通安全運動出勤式　（着ぐるみ）
  - 4月6日 - 千葉ロッテマリーンズのホーム開催戦セレモニー（同）
  - 4月13日 - 城西国際大学新入生歓迎会（同）